# Hermann Both
Hermann Both (* 1826 in Danzig; † 1861 in Karlsruhe) war ein deutscher Landschaftsmaler der Düsseldorfer Schule.

## Leben
Both besuchte die Kunstschule Danzig unter Johann Karl Schultz. Von 1849 bis 1852 studierte er Malerei an der Kunstakademie Düsseldorf. Dort war er Schüler der Landschafterklasse von Johann Wilhelm Schirmer, dem er später nach Karlsruhe folgte. Von 1850 bis 1853 war Both Mitglied des Künstlervereins Malkasten. 1855 reiste er nach Paris. Oft malte er Landschaften vom Niederrhein und an der Ostsee. Neben Balduin Wolff wurde er von dem Düsseldorfer Akademie-Professoren Rudolf Wiegmann zu den Vertretern einer idealistischen Richtung der Landschaftsmalerei gezählt, die zum Realismus tendierte.

## Werke (Auswahl)

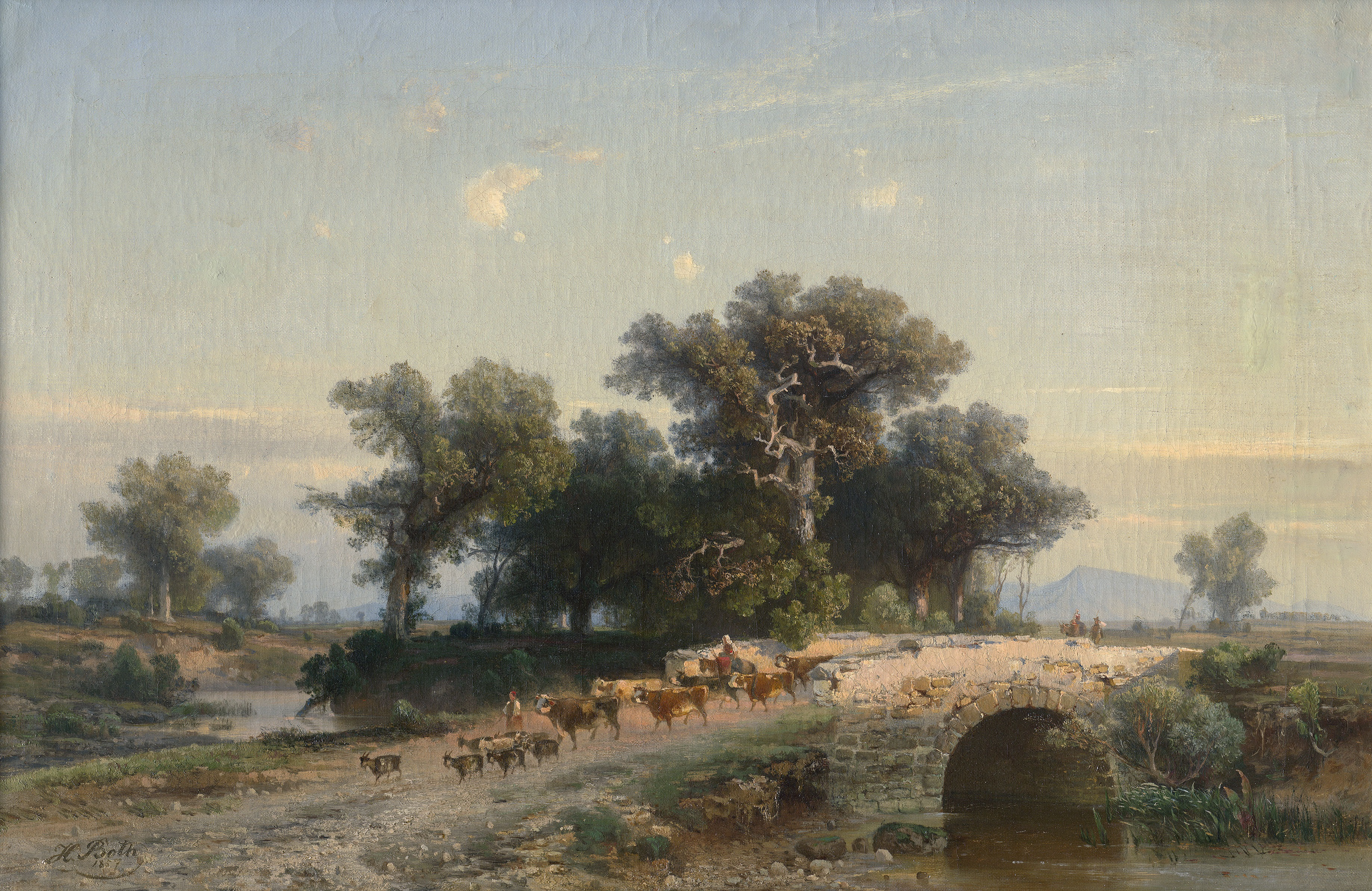
Toskanische Landschaft mit steinerner Brücke und Hirten, 1857

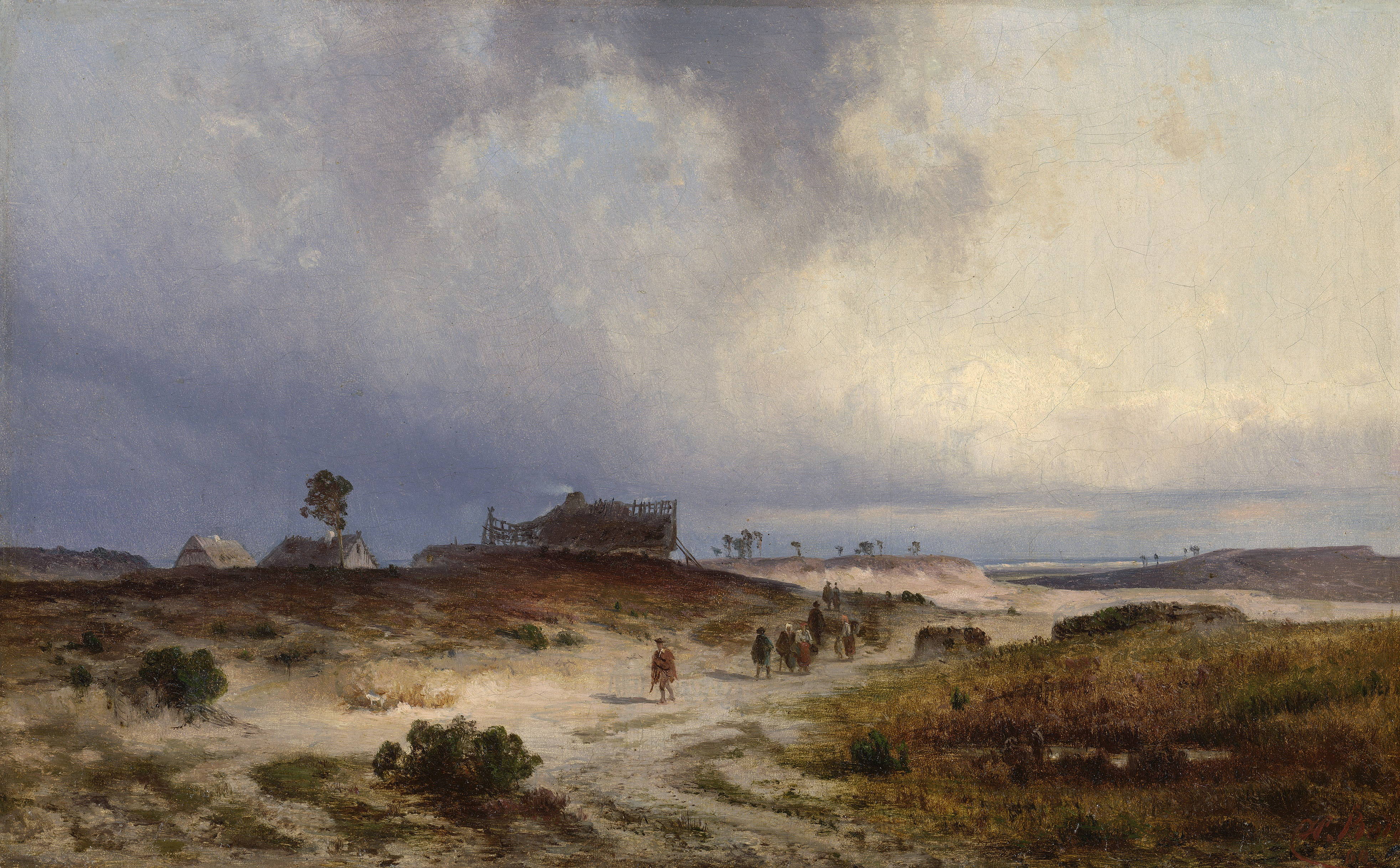
Pommersche Küstenlandschaft bei aufziehendem Sturm, 1860

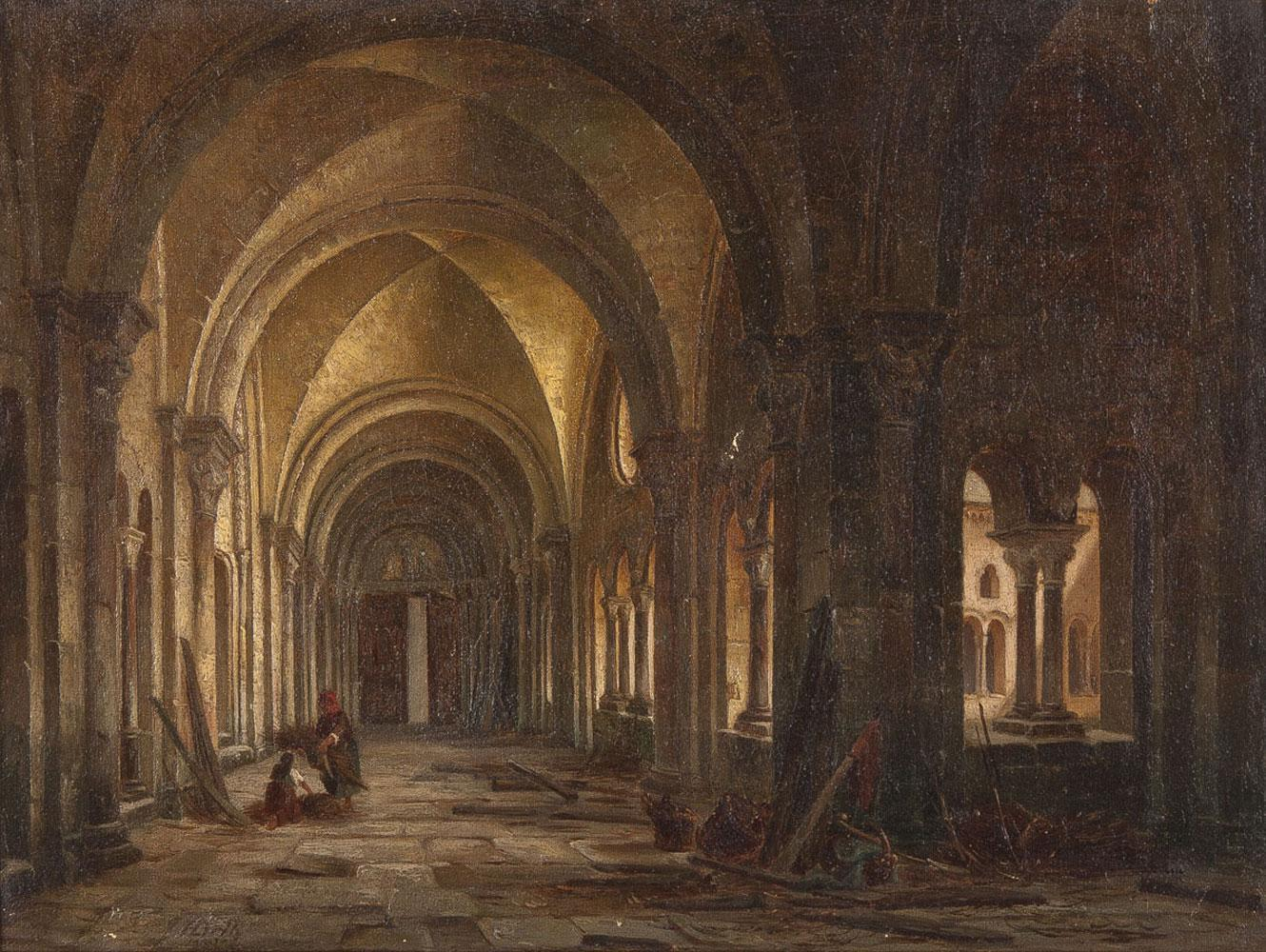
Kreuzgang

- Abendlandschaft, Illustration in Aquarels of Düsseldorf artists, Arnz & Comp., Düsseldorf, um 1852[4]
- Partie aus dem Jardin des Plantes in Paris, 1855, Kunstausstellung im Königsberger Schloss, 1857[5]
- Toskanische Landschaft mit steinerner Brücke und Hirten, 1857
- Pommersche Küstenlandschaft bei aufziehendem Sturm, 1860
- Bergige Landschaft mit Kastell
- Mühle am See
- Frauen beim Wasserschöpfen am Wildbach im Wald
- Gebirgslandschaft mit Holzsammlerin
- Kreuzgang